# ヴェルダデス・オクルタス
『ヴェルダデス・オクルタス』（スペイン語: Verdades ocultas）は、チリのテレビドラマ。メガで2017年7月24日に初公開された。